# I-180 (tàu ngầm Nhật)
I-180 (nguyên mang tên I-80) là một tàu ngầm tuần dương  Lớp Kaidai thuộc phân lớp Kaidai VII, nhập biên chế cùng Hải quân Đế quốc Nhật Bản vào đầu năm 1943. Nó đã hoạt động trong Chiến tranh Thế giới thứ hai, hoạt động tuần tra tại vùng biển Australia, tham gia các chiến dịch tại quần đảo Solomon cũng như tại khu vực Bắc Thái Bình Dương, cho đến khi bị tàu hộ tống khu trục USS Gilmore đánh chìm gần đảo Chirikof, Alaska vào ngày 26 tháng 4, 1944.

## Thiết kế và chế tạo

### Thiết kế
Phân lớp tàu ngầm Kaidai VII là phiên bản tàu ngầm tấn công tầm trung được phát triển dựa trên phân lớp Kaidai VI. Chúng có trọng lượng choán nước 1.862 tấn (1.833 tấn Anh) khi nổi và 2.648 tấn (2.606 tấn Anh) khi lặn, lườn tàu có chiều dài 105,5 m (346 ft 2 in), mạn tàu rộng 8,25 m (27 ft 1 in) và mớn nước sâu 4,6 m (15 ft 1 in). Con tàu có thể lặn sâu 80 m (262 ft) và có một thủy thủ đoàn đầy đủ bao gồm 86 sĩ quan và thủy thủ.
Chiếc tàu ngầm trang bị hai động cơ diesel Kampon Mk.1A Model 8 hai thì công suất 4.000 mã lực phanh (2.983 kW), mỗi chiếc vận hành một trục chân vịt. Khi lặn, mỗi trục được vận hành bởi một động cơ điện 900 mã lực (671 kW).Con tàu có thể đạt tốc độ tối đa 23 hải lý trên giờ (43 km/h; 26 mph) khi nổi và 8 hải lý trên giờ (15 km/h; 9,2 mph) khi lặn. Khi Kaidai VII di chuyển trên mặt nước nó đạt tầm xa hoạt động 8.000 hải lý (15.000 km; 9.200 mi) ở tốc độ 16 hải lý trên giờ (30 km/h; 18 mph), và có thể lặn xa 50 nmi (93 km; 58 mi) ở tốc độ 5 hải lý trên giờ (9,3 km/h; 5,8 mph).
Lớp Kaidai VII có sáu ống phóng ngư lôi 53,3 cm (21,0 in), tất cả đều được bố trí trước mũi, và mang tổng cộng 12 ngư lôi. Vũ khi trên boong tàu thoạt tiên dự định bao gồm hai khẩu pháo phòng không 25 mm (1,0 in) Kiểu 96 nòng đôi, nhưng sau đó một hải pháo 12 cm (4,7 in) chống hạm thay chỗ cho một khẩu đội 25mm.

### Chế tạo
Được đặt hàng trong khuôn khổ Chương trình Vũ trang Hải quân Bổ sung thứ tư năm 1939, nhưng nó chỉ được đặt lườn như I-80 tại Xưởng vũ khí Hải quân Yokosuka ở Yokosuka vào ngày 17 tháng 4, 1941.
Nó được hạ thủy vào ngày 7 tháng 2, 1942, rồi được đổi tên thành I-180 vào ngày 20 tháng 5, 1942 và nhập biên chế cùng Hải quân Đế quốc Nhật Bản vào ngày 15 tháng 1, 1943.

## Lịch sử hoạt động
Vào lúc nhập biên chế, I-180 được phối thuộc cùng Hải đội Tàu ngầm Kure trực thuộc Quân khu Hải quân Kure. Nó được điều về Đội tàu ngầm 22 vào ngày 15 tháng 3, 1943 cùng các tàu ngầm chị em I-177 và I-178, trực thuộc Đệ Lục hạm đội, một bộ phận của Hạm đội Liên hợp. Đội tàu ngầm 22 khởi hành từ Kure vào ngày 30 tháng 3 để hướng sang căn cứ Truk thuộc quần đảo Caroline, đến nơi vào ngày 7 tháng 4, nơi đơn vị bắt đầu tuần tra dọc bờ biển phía Đông Australia ba ngày sau đó.

### Chuyến tuần tra thứ nhất
Vào ngày 26 tháng 4, I-180 phóng ba quả ngư lôi tấn công một tàu buôn nhưng không trúng đích. Ba ngày sau đó, nó đánh chìm tàu buôn Australia Wollongbar ở vị trí 55 mi (89 km) về phía Đông Nam mũi Smoky, tại tọa độ 31°17′N 153°07′Đ / 31,283°N 153,117°Đ; chỉ có năm người trong số 37 thành viên thủy thủ đoàn sống sót. Đến ngày 5 tháng 5, I-180 tiếp tục tấn công tàu buôn Na Uy Fingal, vốn đang trên đường từ Sydney đến Port Darwin. Hai quả ngư lôi trúng đích đã khiến Fingal đắm chỉ trong vòng một phút ngoài khơi Coffs Harbour, New South Wales, tại tọa độ 30°35′N 153°29′Đ / 30,583°N 153,483°Đ. Chiếc tàu ngầm còn tiếp tục gây hư hại cho chiếc tàu buôn Ormiston thuộc Đoàn tàu PG 50 ngoài khơi Coffs Harbour vào ngày 12 tháng 5,  trước khi kết thúc chuyến tuần tra tại Truk vào ngày 25 tháng 5.

### Chuyến tuần tra thứ hai
I-180 xuất phát từ Truk vào ngày 20 tháng 6 để tiếp tục tuần tra ngoài khơi bờ biển phía Đông Australia, phối hợp cùng I-177. Mười ngày sau đó, nó cùng I-177 được lệnh đổi hướng đến khu vực quần đảo Solomon giữa đảo Santa Isabel và New Georgia, nơi phía Đồng Minh vừa khởi sự Chiến dịch New Georgia, để tấn công lực lượng Hoa Kỳ ngoài khơi đảo Rendova, và đi đến khu vực tuần tra mới vào ngày 6 tháng 7. Đến ngày 13 tháng 7, sau khi trận Kolombangara kết thúc, I-180 đi đến hiện trường và cứu vớt 21 người sống sót từ tàu tuần dương hạng nhẹ Jintsū, vốn bị đánh chìm trong trận này. I-180 về đến căn cứ Rabaul trên đảo New Britain vào ngày 22 tháng 7.

### Chiến dịch New Guinea
Từ ngày 2 đến ngày 10 tháng 8, I-180 thực hiện một chuyến đi tiếp liệu đến Lae, Papua New Guinea, rồi quay trở lại Truk. Nó khởi hành từ Truk vào ngày 4 tháng 9 để đối phó với chiến dịch đổ bộ của lực lượng Đồng Minh lên bán đảo Huon gần Lae. Sau khi đi đến Rabaul, nó thực hiện một chuyến đi tiếp liệu đến Finschhafen từ ngày 17 đến ngày 21 tháng 9, và thêm một chuyến tiếp liệu khác đến Finschhafen và Sio từ ngày 21 tháng 9 đến ngày 7 tháng 10, rồi quay trở lại Rabaul. Lúc diễn ra cuộc không kích quy mô lớn xuống Rabaul được phía Đồng Minh tiến hành vào ngày 12 tháng 10, I-180 đang neo đậu tại bến tàu để sửa chữa, nên trúng một quả bom gây hư hại nặng tháp chỉ huy, và khiến một sĩ quan cùng ba thủy thủ bị thương.  Chiếc tàu ngầm không thể lặn do hư hại này, nên quay trở về Sasebo để sửa chữa vào ngày 2 tháng 11.
Hoàn tất việc sửa chữa, I-180 rời Sasebo vào ngày 1 tháng 1, 1944 để hướng sang Truk. Nó khởi hành từ Truk vào ngày 19 tháng 1, nhưng lại gặp trục trặc trên đường đi, nên phải quay trở lại Truk và quay trở về Sasebo, đến nơi vào ngày 30 tháng 1 và tiếp tục được sửa chữa. I-180 khởi hành từ Sasebo vào ngày 16 tháng 3 và đi đến căn cứ Ōminato ba ngày sau đó.

### Chiến dịch quần đảo Aleut
I-180 xuất phát từ Ōminato vào ngày 20 tháng 3 cho chuyến tuần tra tại khu vực quần đảo Aleut. Vào ngày 19 tháng 4, nó phóng ngư lôi đánh chìm tàu Liberty SS John Straub ở vị trí 20 mi (32 km) về phía Đông Nam đảo Sanak, tại tọa độ 54°23′B 162°35′T / 54,383°B 162,583°T. Ba ngày sau đó, I-180 được cho là đã đánh chìm tàu chở hàng Liên Xô Pavlin Vinogradov, nhưng tài liệu thu được từ phía Nhật Bản sau chiến tranh không thể khẳng định việc này.
Lúc 22 giờ 30 phút ngày 25 tháng 4, tàu hộ tống khu trục USS Gilmore phát hiện qua radar một tàu ngầm đang di chuyển trên mặt nước ở khoảng cách 8.000 yd (7,3 km), tại vị trí cách đảo Chirikof, Alaska 50 mi (80 km) về phía Tây Nam. Khi bị truy lùng, chiếc tàu ngầm đã lặn khẩn cấp để né tránh, và trong suốt ba giờ tiếp theo Gilmore bắn ra ba loạt súng cối chống tàu ngầm Hedgehog Mark 10 nhưng không đem lại kết quả. Sang 00 giờ 23 phút ngày hôm sau, Gilmore thả một loạt 13 quả mìn sâu nhưng vẫn không trúng đích. Sau khi loạt 13 quả mìn sâu thứ hai được thả lúc 01 giờ 07 phút, một tiếng nổ lớn nghe thấy năm phút sau đó gây chấn động chiếc tàu khu trục, I-180 đắm tại tọa độ 55°9′57″B 155°40′0″T / 55,16583°B 155,66667°T. Đến ngày 20 tháng 5, nó được xem là bị mất với tổn thất nhân mạng toàn bộ, và tên nó được cho rút khỏi danh sách đăng bạ hải quân vào ngày 10 tháng 7, 1944.